# Nejrychlejší kolo
V automobilismu, fastest lap (česky nejrychlejší kolo) je část závodu, ve kterém je dosaženo nejlepšího času na jedno kolo. Ve formuli 1, je držitelem aktuálního rekordu Michael Schumacher, který dokázal během své kariéry zajet v závodě 77 nejrychlejších kol. V Mistrovství světa silničních motocyklů je to Giacomo Agostinni se 117 nejrychlejšími koly.
Nejmladším pilotem, který dokázal získat v závodě F1 nejrychlejší kolo, je Max Verstappen.

## Vysvětlivky
Aktualizováno po Grand Prix Abú Zabí 2018
| Tučné   | Jezdci, kteří se účastní sezóny 2019 |
| Kurzíva | Jezdci, kteří se stali Mistry světa  |

## Nejvíce nejrychlejších kol v jedné sezóně
|   | Jezdec             | Rok  | Závody | Nej. kola |
| - | ------------------ | ---- | ------ | --------- |
| 1 | Michael Schumacher | 2004 | 18     | 10        |
| 1 | Kimi Räikkönen     | 2008 | 18     | 10        |
| 1 | Kimi Räikkönen     | 2005 | 19     | 10        |
| 4 | Mika Häkkinen      | 2000 | 17     | 9         |
| 5 | Nigel Mansell      | 1992 | 16     | 8         |
| 5 | Michael Schumacher | 1994 | 16     | 8         |
| 5 | Michael Schumacher | 1995 | 17     | 8         |
| 5 | Lewis Hamilton     | 2015 | 19     | 8         |
| 9 | Nelson Piquet      | 1986 | 16     | 7         |
| 9 | Alain Prost        | 1988 | 16     | 7         |
| 9 | Michael Schumacher | 2002 | 17     | 7         |
| 9 | Michael Schumacher | 2006 | 18     | 7         |
| 9 | Mark Webber        | 2011 | 19     | 7         |
| 9 | Sebastian Vettel   | 2013 | 19     | 7         |
| 9 | Lewis Hamilton     | 2014 | 19     | 7         |
| 9 | Lewis Hamilton     | 2017 | 20     | 7         |
| 9 | Valtteri Bottas    | 2018 | 21     | 7         |

## Nejmladší jezdci, kteří zajeli nejrychlejší kolo
|    | Jezdec            | Věk             | Závod                          |
| -- | ----------------- | --------------- | ------------------------------ |
| 1  | Max Verstappen    | 19 let, 44 dní  | Grand Prix Brazílie 2016       |
| 2  | Nico Rosberg      | 20 let, 258 dní | Grand Prix Bahrajnu 2006       |
| 3  | Esteban Gutiérrez | 21 let, 280 dní | Grand Prix Španělska 2013      |
| 4  | Fernando Alonso   | 21 let, 321 dní | Grand Prix Kanady 2003         |
| 5  | Bruce McLaren     | 21 let, 322 dní | Grand Prix Velké Británie 1959 |
| 6  | Sebastian Vettel  | 21 let, 353 dní | Grand Prix Velké Británie 2009 |
| 7  | Daniil Kvjat      | 22 let, 19 dní  | Grand Prix Španělska 2016      |
| 8  | Lewis Hamilton    | 22 let, 91 dní  | Grand Prix Malajsie 2007       |
| 9  | Sergio Pérez      | 22 let, 125 dní | Grand Prix Monaka 2012         |
| 10 | Kimi Räikkönen    | 22 let, 137 dní | Grand Prix Austrálie 2002      |

## Nejstarší jezdci, kteří zajeli nejrychlejší kolo
|    | Jezdec              | Věk             | Závod                            |
| -- | ------------------- | --------------- | -------------------------------- |
| 1  | Juan Manuel Fangio  | 46 let, 209 dní | Grand Prix Argentiny 1958        |
| 2  | Piero Taruffi       | 45 let, 219 dní | Grand Prix Švýcarska 1952        |
| 3  | Nino Farina         | 44 let, 321 dní | Grand Prix Itálie 1951           |
| 4  | Jack Brabham        | 44 let, 107 dní | Grand Prix Velké Británie 1970   |
| 5  | Luigi Villoresi     | 44 let, 22 dní  | Grand Prix Nizozemska 1953       |
| 6  | Karl Kling          | 43 let, 319 dní | Grand Prix Německa 1954          |
| 7  | Michael Schumacher  | 43 let, 201 dní | Grand Prix Německa 2012          |
| 8  | Paul Russo          | 42 let, 50 dní  | Grand Prix Indianapolis 500 1956 |
| 9  | Maurice Trintignant | 42 let, 43 dní  | Grand Prix USA 1959              |
| 10 | Jacques Laffite     | 41 let, 319 dní | Grand Prix Evropy 1985           |

## Nejrychlejší kolo dle počtu
| Pořadí | Národnost          | Jezdec                | Nej. kola | Aktivní roky                  | První nejrychlejší kolo                     | Poslední nejrychlejší kolo            |
| ------ | ------------------ | --------------------- | --------- | ----------------------------- | ------------------------------------------- | ------------------------------------- |
| 1      | Německo            | Michael Schumacher    | 77        | 1991–2006 2010–2012           | Grand Prix Belgie 1992                      | Grand Prix Německa 2012               |
| 2      | Spojené království | Lewis Hamilton        | 59        | 2007–dosud                    | Grand Prix Malajsie 2007                    | Grand Prix Saúdské Arábie 2021        |
| 3      | Finsko             | Kimi Raikkonen        | 46        | 2001-2009 2012-2021           | Grand Prix Austrálie 2002                   | Grand Prix Rakouska 2018              |
| 4      | Francie            | Alain Prost           | 41        | 1980–1991 1993                | Grand Prix Francie 1981                     | Grand Prix Japonska 1993              |
| 5      | Německo            | Sebastian Vettel      | 36        | 2007–dosud                    | Grand Prix Velké Británie 2009              | Grand Prix Abú Zabí 2018              |
| 6      | Spojené království | Nigel Mansell         | 30        | 1980–1992 1994–1995           | Grand Prix Evropy 1983                      | Grand Prix Japonska 1992              |
| 7      | Spojené království | Jim Clark             | 28        | 1960–1968                     | Grand Prix Nizozemska 1961                  | Grand Prix Jihoafrické republiky 1968 |
| 8      | Finsko             | Mika Häkkinen         | 25        | 1991–2001                     | Grand Prix Itálie 1997                      | Grand Prix Maďarska 2001              |
| 9      | Rakousko           | Niki Lauda            | 24        | 1971–1979 1982–1985           | Grand Prix Španělska 1974                   | Grand Prix Německa 1985               |
| 10     | Argentina          | Juan Manuel Fangio    | 23        | 1950–1951 1953–1958           | Grand Prix Monaka 1950                      | Grand Prix Argentiny 1958             |
| 10     | Brazílie           | Nelson Piquet         | 23        | 1978–1991                     | Grand Prix USA 1979                         | Grand Prix Mexika 1987                |
| 10     | Španělsko          | Fernando Alonso       | 23        | 2001 2003–2018                | Grand Prix Kanady 2003                      | Grand Prix Maďarska 2017              |
| 13     | Rakousko           | Gerhard Berger        | 21        | 1984–1997                     | Grand Prix Německa 1986                     | Grand Prix Německa 1997               |
| 14     | Německo            | Nico Rosberg          | 20        | 2006–2016                     | Grand Prix Bahrajnu 2006                    | Grand Prix Malajsie 2016              |
| 15     | Spojené království | Stirling Moss         | 19        | 1951–1961                     | Grand Prix Velké Británie 1954              | Grand Prix Monaka 1961                |
| 15     | Brazílie           | Ayrton Senna          | 19        | 1984–1994                     | Grand Prix Monaka 1984                      | Grand Prix Evropy 1993                |
| 15     | Spojené království | Damon Hill            | 19        | 1992–1999                     | Grand Prix Velké Británie 1993              | Grand Prix Maďarska 1996              |
| 15     | Austrálie          | Mark Webber           | 19        | 2002–2013                     | Grand Prix Maďarska 2009                    | Grand Prix Brazílie 2013              |
| 19     | Spojené království | David Coulthard       | 18        | 1994–2008                     | Grand Prix Německa 1994                     | Grand Prix Francie 2002               |
| 20     | Brazílie           | Rubens Barrichello    | 17        | 1993–2011                     | Grand Prix Austrálie 2000                   | Grand Prix Španělska 2009             |
| 21     | Spojené království | Jackie Stewart        | 15        | 1965–1973                     | Grand Prix Německa 1968                     | Grand Prix Itálie 1973                |
| 21     | Švýcarsko          | Clay Regazzoni        | 15        | 1970–1980                     | Grand Prix Rakouska 1970                    | Grand Prix Itálie 1979                |
| 21     | Brazílie           | Felipe Massa          | 15        | 2002 2004–2017                | Grand Prix Španělska 2006                   | Grand Prix Kanady 2014                |
| 24     | Belgie             | Jacky Ickx            | 14        | 1967–1979                     | Grand Prix Německa 1969                     | Grand Prix Itálie 1972                |
| 25     | Austrálie          | Alan Jones            | 13        | 1975–1981 1983 1985–1986      | Grand Prix USA 1978                         | Grand Prix Nizozemska 1981            |
| 25     | Itálie             | Riccardo Patrese      | 13        | 1977–1993                     | Grand Prix Monaka 1982                      | Grand Prix Německa 1992               |
| 25     | Austrálie          | Daniel Ricciardo      | 13        | 2011–dosud                    | Grand Prix Abú Zabí 2014                    | Grand Prix Maďarska 2018              |
| 28     | Itálie             | Alberto Ascari        | 12        | 1950–1955                     | Grand Prix Belgie 1952                      | Grand Prix Španělska 1954             |
| 28     | Austrálie          | Jack Brabham          | 12        | 1955–1970                     | Grand Prix Monaka 1959                      | Grand Prix Velké Británie 1970        |
| 28     | Francie            | René Arnoux           | 12        | 1978–1989                     | Grand Prix Francie 1979                     | Grand Prix Nizozemska 1984            |
| 28     | Kolumbie           | Juan Pablo Montoya    | 12        | 2001–2006                     | Grand Prix Evropy 2001                      | Grand Prix Turecka 2005               |
| 32     | Spojené království | John Surtees          | 11        | 1960–1972                     | Grand Prix Portugalska 1960                 | Grand Prix Jihoafrické republiky 1970 |
| 33     | Spojené království | Graham Hill           | 10        | 1958–1975                     | Grand Prix Velké Británie 1960              | Grand Prix USA 1967                   |
| 33     | USA                | Mario Andretti        | 10        | 1968–1972 1974–1982           | Grand Prix Jihoafrické republiky 1971       | Grand Prix Itálie 1978                |
| 33     | Finsko             | Valtteri Bottas       | 10        | 2013–dosud                    | Grand Prix Ruska 2014                       | Grand Prix Brazílie 2018              |
| 36     | Nový Zéland        | Denny Hulme           | 9         | 1965–1974                     | Grand Prix Nizozemska 1966                  | Grand Prix Belgie 1974                |
| 36     | Švédsko            | Ronnie Peterson       | 9         | 1970–1978                     | Grand Prix Španělska 1973                   | Grand Prix Rakouska 1978              |
| 36     | Kanada             | Jacques Villeneuve    | 9         | 1996–2006                     | Grand Prix Austrálie 1996                   | Grand Prix Rakouska 1997              |
| 39     | Spojené království | James Hunt            | 8         | 1973–1979                     | Grand Prix Velké Británie 1973              | Grand Prix Velké Británie 1977        |
| 39     | Kanada             | Gilles Villeneuve     | 8         | 1977–1982                     | Grand Prix Argentiny 1978                   | Grand Prix San Marina 1981            |
| 39     | Německo            | Ralf Schumacher       | 8         | 1997–2007                     | Grand Prix Itálie 1999                      | Grand Prix Belgie 2005                |
| 39     | Spojené království | Jenson Button         | 8         | 2000–2017                     | Grand Prix Malajsie 2009                    | Grand Prix Indie 2012                 |
| 43     | Francie            | Jacques Laffite       | 7         | 1974–1986                     | Grand Prix Japonska 1976                    | Grand Prix Evropy 1985                |
| 44     | Argentina          | José Froilán González | 6         | 1950 1957–1960                | Grand Prix Itálie 1952                      | Grand Prix Itálie 1954                |
| 44     | Spojené království | Mike Hawthorn         | 6         | 1952–1958                     | Grand Prix Velké Británie 1954              | Grand Prix Portugalska 1958           |
| 44     | USA                | Phil Hill             | 6         | 1958–1964 1966                | Grand Prix Itálie 1958                      | Grand Prix Německa 1961               |
| 44     | USA                | Dan Gurney            | 6         | 1959–1968 1970                | Grand Prix Jihoafrické republiky 1963       | Grand Prix Německa 1967               |
| 44     | Brazílie           | Emerson Fittipaldi    | 6         | 1970–1980                     | Grand Prix Argentiny 1973                   | Grand Prix USA 1975                   |
| 44     | Argentina          | Carlos Reutemann      | 6         | 1972–1982                     | Grand Prix Jihoafrické republiky 1974       | Grand Prix Itálie 1981                |
| 44     | Německo            | Heinz-Harald Frentzen | 6         | 1994–2003                     | Grand Prix Austrálie 1997                   | Grand Prix Evropy 1997                |
| 51     | Itálie             | Nino Farina           | 5         | 1950–1955                     | 1950 British Grand Prix Velké Británie 1950 | Grand Prix Itálie 1951                |
| 51     | Brazílie           | José Carlos Pace      | 5         | 1972–1977                     | Grand Prix Německa 1973                     | Grand Prix Jihoafrické republiky 1975 |
| 51     | Jižní Afrika       | Jody Scheckter        | 5         | 1972–1980                     | Grand Prix Francie 1974                     | Grand Prix Japonska 1977              |
| 51     | Spojené království | John Watson           | 5         | 1973–1983 1985                | Grand Prix Jihoafrické republiky 1977       | Grand Prix Detroitu 1983              |
| 51     | Francie            | Didier Pironi         | 5         | 1978–1982                     | Grand Prix Velké Británie 1980              | Grand Prix Kanady 1982                |
| 51     | Itálie             | Michele Alboreto      | 5         | 1981–1994                     | Grand Prix Caesarova Paláce 1982            | Grand Prix Itálie 1988                |
| 57     | Francie            | Jean-Pierre Beltoise  | 4         | 1967–1974                     | Grand Prix Španěslka 1968                   | Grand Prix Monaka 1972                |
| 57     | Švýcarsko          | Jo Siffert            | 4         | 1962–1971                     | Grand Prix Velké Británie 1968              | Grand Prix Rakouska 1971              |
| 57     | Francie            | Patrick Depailler     | 4         | 1972 1974–1980                | 1Grand Prix Švédska 1974                    | Grand Prix Monanka 1979               |
| 57     | Francie            | Jean Alesi            | 4         | 1989–2001                     | Grand Prix USA 1991                         | Grand Prix Monaka 1996                |
| 57     | Mexiko             | Sergio Pérez          | 4         | 2011–dosud                    | Grand Prix Monaka 2012                      | Grand Prix Monaka 2017                |
| 57     | Nizozemsko         | Max Verstappen        | 4         | 2015–dosud                    | Grand Prix Brazílie 2016                    | Grand Prix Kanady 2018                |
| 63     | USA                | Bill Vukovich         | 3         | 1951–1955                     | Grand Prix Indianapolis 500 1952            | Grand Prix Indianapolis 500 1955      |
| 63     | Spojené království | Tony Brooks           | 3         | 1956–1961                     | Grand Prix Itálie 1957                      | Grand Prix Velké Británie 1961        |
| 63     | Nový Zéland        | Bruce McLaren         | 3         | 1959–1970                     | Grand Prix Velké Británie 1959              | Grand Prix Nizozemska 1962            |
| 63     | USA                | Richie Ginther        | 3         | 1960–1967                     | Grand Prix Monaka 1961                      | Grand Prix Mexika 1966                |
| 63     | Nový Zéland        | Chris Amon            | 3         | 1963–1976                     | Grand Prix Belgie 1970                      | Grand Prix Francie 1972               |
| 63     | Rakousko           | Jochen Rindt          | 3         | 1964–1970                     | Grand Prix Španělska 1969                   | Grand Prix Monaka 1970                |
| 63     | Francie            | Jean-Pierre Jarier    | 3         | 1971 1973–1983                | Grand Prix Brazílie 1975                    | Grand Prix USA 1978                   |
| 63     | Finsko             | Keke Rosberg          | 3         | 1978–1986                     | Grand Prix Francie 1985                     | Grand Prix Austrálie 1985             |
| 71     | USA                | Jim Rathmann          | 2         | 1950 1952–1960                | Grand Prix Indianapolis 500 1957            | Grand Prix Indianapolis 500 1960      |
| 71     | Itálie             | Lorenzo Bandini       | 2         | 1961–1967                     | Grand Prix Monaka 1966                      | Grand Prix Francie 1966               |
| 71     | Francie            | François Cevert       | 2         | 1970–1973                     | Grand Prix Německa 1971                     | Grand Prix Belgie 1973                |
| 71     | Německo            | Jochen Mass           | 2         | 1973–1982                     | Grand Prix Francie 1975                     | Grand Prix Španělska 1976             |
| 71     | Spojené království | Derek Warwick         | 2         | 1981–1990 1993                | Grand Prix Nizozemska 1982                  | Grand Prix Detroitu 1984              |
| 71     | Francie            | Patrick Tambay        | 2         | 1977–1979 1981–1986           | Grand Prix Kanady 1983                      | Grand Prix Jihoafrické republiky 1984 |
| 71     | Itálie             | Teo Fabi              | 2         | 1982 1984–1987                | Grand Prix Itálie 1986                      | Grand Prix San Marina 1987            |
| 71     | Itálie             | Alessandro Nannini    | 2         | 1986–1990                     | Grand Prix Německa 1988                     | Grand Prix San Marina 1990            |
| 71     | Itálie             | Giancarlo Fisichella  | 2         | 1996–2009                     | Grand Prix Španělska 1997                   | Grand Prix Španělska 2005             |
| 71     | Finsko             | Heikki Kovalainen     | 2         | 2007–2012                     | Grand Prix Austrálie 2008                   | Grand Prix Bahrajnu 2008              |
| 71     | Německo            | Nick Heidfeld         | 2         | 2000–2011                     | Grand Prix Malajsie 2008                    | Grand Prix Německa 2008               |
| 71     | Německo            | Nico Hülkenberg       | 2         | 2010 2012–dosud               | Grand Prix Singapuru 2012                   | Grand Prix Číny 2016                  |
| 83     | USA                | Johnnie Parsons       | 1         | 1950–1958                     | Grand Prix Indianapolis 500 1950            | Grand Prix Indianapolis 500 1950      |
| 83     | USA                | Lee Wallard           | 1         | 1950–1951                     | Grand Prix Indianapolis 500 1951            | Grand Prix Indianapolis 500 1951      |
| 83     | Itálie             | Piero Taruffi         | 1         | 1950–1956                     | Grand Prix Švýcarska 1952                   | Grand Prix Švýcarska 1952             |
| 83     | Itálie             | Luigi Villoresi       | 1         | 1950–1956                     | Grand Prix Nizozemska 1953                  | Grand Prix Nizozemska 1953            |
| 83     | USA                | Jack McGrath          | 1         | 1950–1955                     | Grand Prix Indianapolis 500 1954            | Grand Prix Indianapolis 500 1954      |
| 83     | Německo            | Hans Herrmann         | 1         | 1953–1955 1957–1961           | Grand Prix Francie 1954                     | Grand Prix Francie 1954               |
| 83     | Argentina          | Onofre Marimón        | 1         | 1951 1953–1954                | Grand Prix Velké Británie 1954              | Grand Prix Velké Británie 1954        |
| 83     | Francie            | Jean Behra            | 1         | 1952–1959                     | Grand Prix Velké Británie 1954              | Grand Prix Velké Británie 1954        |
| 83     | Německo            | Karl Kling            | 1         | 1954–1955                     | Grand Prix Německa 1954                     | Grand Prix Německa 1954               |
| 83     | Argentina          | Roberto Mières        | 1         | 1953–1955                     | Grand Prix Nizozemska 1955                  | Grand Prix Nizozemska 1955            |
| 83     | USA                | Paul Russo            | 1         | 1950 1953–1959                | Grand Prix Indianapolis 500 1956            | Grand Prix Indianapolis 500 1956      |
| 83     | Itálie             | Luigi Musso           | 1         | 1953–1958                     | Grand Prix Francie 1957                     | Grand Prix Francie 1957               |
| 83     | USA                | Tony Bettenhausen     | 1         | 1950–1960                     | Grand Prix Indianapolis 500 1958            | Grand Prix Indianapolis 500 1958      |
| 83     | USA                | Johnny Thomson        | 1         | 1953–1960                     | Grand Prix Indianapolis 500 1959            | Grand Prix Indianapolis 500 1959      |
| 83     | Francie            | Maurice Trintignant   | 1         | 1950–1964                     | Grand Prix USA 1959                         | Grand Prix USA 1959                   |
| 83     | Spojené království | Innes Ireland         | 1         | 1959–1966                     | Grand Prix Belgie 1960                      | Grand Prix Belgie 1960                |
| 83     | Itálie             | Giancarlo Baghetti    | 1         | 1961–1967                     | Grand Prix Itálie 1961                      | Grand Prix Itálie 1961                |
| 83     | Itálie             | Ludovico Scarfiotti   | 1         | 1963–1968                     | Grand Prix Itálie 1966                      | Grand Prix Itálie 1966                |
| 83     | Spojené království | Richard Attwood       | 1         | 1964–1965 1967–1969           | Grand Prix Monaka 1968                      | Grand Prix Monaka 1968                |
| 83     | Mexiko             | Pedro Rodríguez       | 1         | 1963–1971                     | Grand Prix Francie 1968                     | Grand Prix Francie 1968               |
| 83     | Spojené království | Jackie Oliver         | 1         | 1968–1973 1977                | Grand Prix Itálie 1968                      | Grand Prix Itálie 1968                |
| 83     | Francie            | Henri Pescarolo       | 1         | 1968 1970–1974 1976           | Grand Prix Itálie 1971                      | Grand Prix Itálie 1971                |
| 83     | Spojené království | Mike Hailwood         | 1         | 1963–1965 1971–1974           | Grand Prix Jihoafrické republiky 1972       | Grand Prix Jihoafrické republiky 1972 |
| 83     | Itálie             | Vittorio Brambilla    | 1         | 1974–1980                     | Grand Prix Rakouska 1975                    | Grand Prix Rakouska 1975              |
| 83     | Švédsko            | Gunnar Nilsson        | 1         | 1976–1977                     | Grand Prix Belgie 1977                      | Grand Prix Belgie 1977                |
| 83     | Švýcarsko          | Marc Surer            | 1         | 1979–1986                     | Grand Prix Brazílie 1981                    | Grand Prix Brazílie 1981              |
| 83     | Spojené království | Brian Henton          | 1         | 1975, 1977 1981–1982          | Grand Prix Velké Británie 1982              | Grand Prix Velké Británie 1982        |
| 83     | Itálie             | Andrea de Cesaris     | 1         | 1980–1994                     | Grand Prix Belgie 1983                      | Grand Prix Belgie 1983                |
| 83     | Spojené království | Jonathan Palmer       | 1         | 1983–1989                     | Grand Prix Kanady 1989                      | Grand Prix Kanady 1989                |
| 83     | Brazílie           | Maurício Gugelmin     | 1         | 1988–1992                     | Grand Prix Francie 1989                     | Grand Prix Francie 1989               |
| 83     | Japonsko           | Satoru Nakadžima      | 1         | 1987–1991                     | Grand Prix Austrálie 1989                   | Grand Prix Austrálie 1989             |
| 83     | Belgie             | Thierry Boutsen       | 1         | 1983–1993                     | Grand Prix Německa 1990                     | Grand Prix Německa 1990               |
| 83     | Belgie             | Bertrand Gachot       | 1         | 1989–1992 1994–1995           | Grand Prix Maďarska 1991                    | Grand Prix Maďarska 1991              |
| 83     | Brazílie           | Roberto Moreno        | 1         | 1982, 1987 1989–1992 1995     | Grand Prix Belgie 1991                      | Grand Prix Belgie 1991                |
| 83     | Rakousko           | Alexander Wurz        | 1         | 1997–2000 2005, 2007          | Grand Prix Argentiny 1998                   | Grand Prix Argentiny 1998             |
| 83     | Spojené království | Eddie Irvine          | 1         | 1993–2002                     | Grand Prix Kanady 1999                      | Grand Prix Kanady 1999                |
| 83     | Španělsko          | Pedro de la Rosa      | 1         | 1999–2002 2005–2006 2010–2012 | Grand Prix Bahrajnu 2005                    | Grand Prix Bahrajnu 2005              |
| 83     | Itálie             | Jarno Trulli          | 1         | 1997–2011                     | Grand Prix Bahrajnu 2009                    | Grand Prix Bahrajnu 2009              |
| 83     | Německo            | Timo Glock            | 1         | 2004 2008–2012                | Grand Prix Evropy 2009                      | Grand Prix Evropy 2009                |
| 83     | Německo            | Adrian Sutil          | 1         | 2007–2011 2013–2014           | Grand Prix Itálie 2009                      | Grand Prix Itálie 2009                |
| 83     | Rusko              | Vitalij Petrov        | 1         | 2010–2012                     | Grand Prix Turecka 2010                     | Grand Prix Turecka 2010               |
| 83     | Polsko             | Robert Kubica         | 1         | 2006–2010 2019–dosud          | Grand Prix Kanady 2010                      | Grand Prix Kanady 2010                |
| 83     | Japonsko           | Kamui Kobajaši        | 1         | 2009–2012 2014                | Grand Prix Číny 2012                        | Grand Prix Číny 2012                  |
| 83     | Francie            | Romain Grosjean       | 1         | 2009 2012–dosud               | Grand Prix Španělska 2012                   | Grand Prix Španělska 2012             |
| 83     | Brazílie           | Bruno Senna           | 1         | 2010–2012                     | Grand Prix Belgie 2012                      | Grand Prix Belgie 2012                |
| 83     | Mexiko             | Esteban Gutiérrez     | 1         | 2013–2014 2016                | Grand Prix Španělska 2013                   | Grand Prix Španělska 2013             |
| 83     | Rusko              | Daniil Kvjat          | 1         | 2014–2017 2019–dosud          | Grand Prix Španělska 2016                   | Grand Prix Španělska 2016             |
| 83     | Dánsko             | Kevin Magnussen       | 1         | 2014–dosud                    | Grand Prix Singapuru 2018                   | Grand Prix Singapuru 2018             |